# Paral·lel 49° nord
El paral·lel 49° nord és una línia de latitud que es troba a 49 graus nord de la línia equatorial terrestre. Travessa Europa, Àsia, l'Oceà Pacífic, Amèrica del Nord l'oceà Atlàntic.

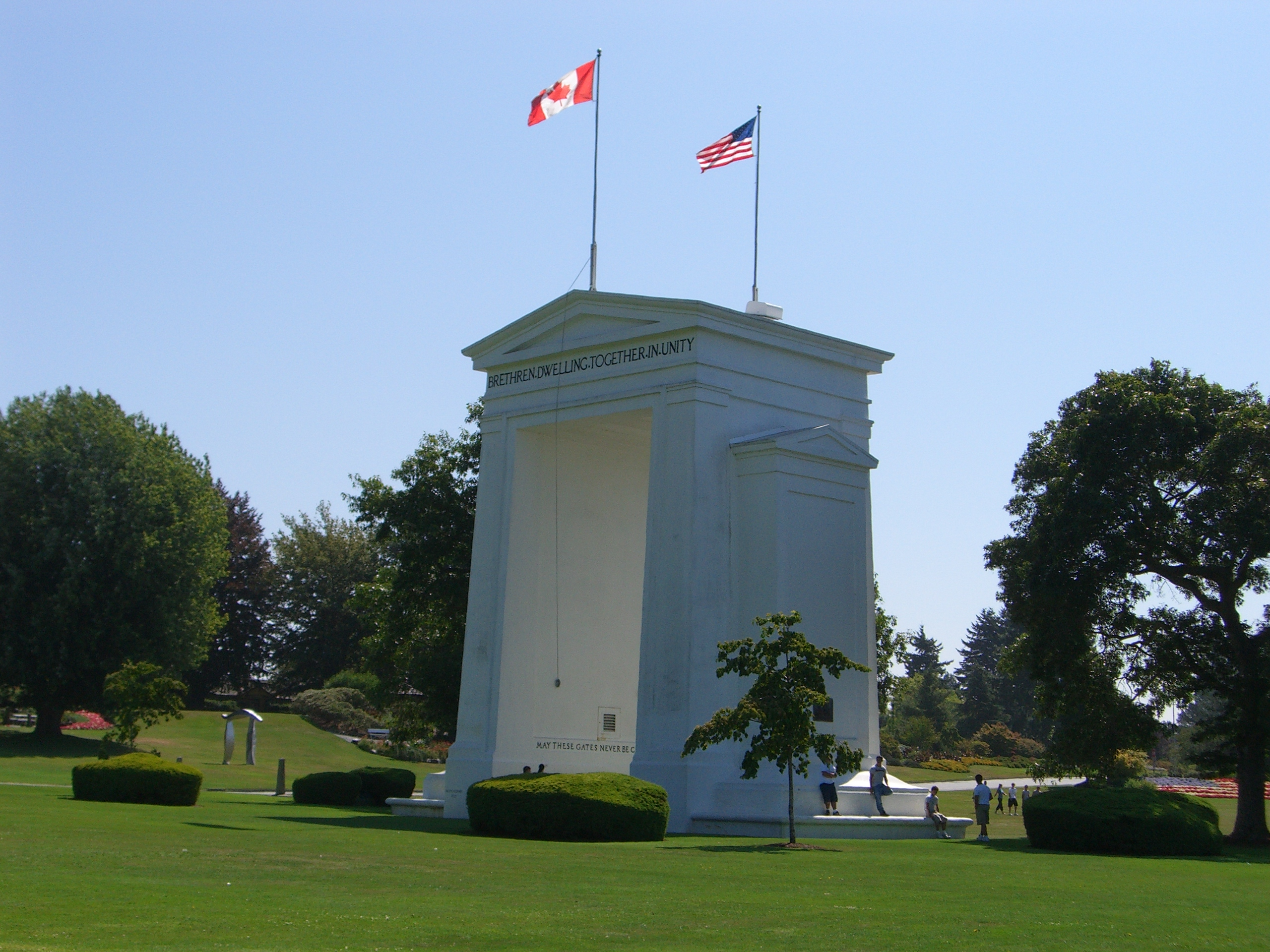
L'Arc de la Pau

La ciutat de París és a prop del 15 km al sud del paral·lel 49 i és la ciutat més gran entre els paral·lels 48º i 49º. El seu principal aeroport, l'aeroport de París-Charles de Gaulle, es troba al paral·lel.

El paral·lel 49º fa de frontera entre les províncies canadenques de Colúmbia Britànica, Alberta, Saskatchewan i Manitoba (al nord), i els estats de Washington, Idaho, Montana, Dakota del Nord i Minnesota (al sud).

Gairebé 3.500 km de la frontera entre els Estats Units i el Canadà segueix el paral·lel 49º de la Colúmbia Britànica a Manitoba al costat del Canadà i de Washington a Minnesota als Estats Units, més específicament des del estret de Geòrgia fins al Llac dels Boscos. Aquesta frontera internacional es va especificar a la Convenció angloamericana de 1818 i al Tractat d'Oregon de 1846, però, la frontera tal com s'indica en els marcadors d'agrimensura situats al segle xix es desvia del paral·lel 49º per desenes de metres.

## Geografia
En el sistema geodèsic WGS84, al nivell de 49° de latitud nord, un grau de longitud equival a 73,242 km; la longitud total del paral·lel és de 26.386 km, que és aproximadament 66,2% de la de l'equador, del que es troba a 5.419 km i a 4.573 km del pol Nord

## Durada del dia
En aquesta latitud, el sol és visible durant 16 hores i 12 minuts a l'estiu, i 8 hores i 14 minuts en solstici d'hivern.

## Arreu del món
Començant al meridià de Greenwich i dirigint-se cap a l'est, el paral·lel 49º passa per:
| Coordenades                               | País, territori o mar        | Notes |
| ----------------------------------------- | ---------------------------- | --- |
| 49° 0′ N, 0° 0′ E / 49.000°N,0.000°E      | França                       | Normandia Illa de França – travessa una pista de l'Aeroport de París-Charles de Gaulle Alts de França Gran Est |
| 49° 0′ N, 8° 4′ E / 49.000°N,8.067°E      | Alemanya                     | Renània-Palatinat Baden-Württemberg (passa travessant el centre de Karlsruhe) Baviera |
| 49° 0′ N, 13° 24′ E / 49.000°N,13.400°E   | Txèquia                      | |
| 49° 0′ N, 15° 0′ E / 49.000°N,15.000°E    | Àustria                      | Per uns 4.8 km (3 mi) |
| 49° 0′ N, 15° 4′ E / 49.000°N,15.067°E    | Txèquia                      | Per uns 5 km (3 mi) |
| 49° 0′ N, 15° 8′ E / 49.000°N,15.133°E    | Àustria                      | Per uns 120 m |
| 49° 0′ N, 15° 8′ E / 49.000°N,15.133°E    | Txèquia                      | |
| 49° 0′ N, 17° 57′ E / 49.000°N,17.950°E   | Eslovàquia                   | Regió de Prešov (passa travessant el centre de la ciutat de Prešov) |
| 49° 0′ N, 22° 32′ E / 49.000°N,22.533°E   | Ucraïna                      | Transcarpàcia Província de Lviv Óblast d'Ivano-Frankivsk — passa travessant Bolekhiv and Kolomyia Província de Ternòpil — passa just al sud de Chortkiv Província de Khmelnitski Província de Vínnitsia — passa just al sud de Zhmerynka Província de Txerkassi — passa travessant Shpola Província de Kirovohrad Província de Poltava — travessa Kremenchuk i Horishni Plavni Província de Dnipropetrovsk Província de Khàrkiv Óblast de Donetsk — passa a través de Lyman Óblast de Luhansk — passa travessant Rubizhne |
| 49° 0′ N, 39° 42′ E / 49.000°N,39.700°E   | Rússia                       | Óblast de Rostov Óblast de Volgograd |
| 49° 0′ N, 46° 55′ E / 49.000°N,46.917°E   | Kazakhstan                   | |
| 49° 0′ N, 86° 44′ E / 49.000°N,86.733°E   | República Popular de la Xina | Xinjiang |
| 49° 0′ N, 87° 55′ E / 49.000°N,87.917°E   | Mongòlia                     | |
| 49° 0′ N, 116° 8′ E / 49.000°N,116.133°E  | República Popular de la Xina | Mongòlia Interior Heilongjiang |
| 49° 0′ N, 130° 0′ E / 49.000°N,130.000°E  | Rússia                       | Óblast de l'Amur Província Autònoma dels Hebreus Krai de Khabàrovsk |
| 49° 0′ N, 140° 21′ E / 49.000°N,140.350°E | Estret de Tartària           | |
| 49° 0′ N, 142° 1′ E / 49.000°N,142.017°E  | Rússia                       | Illa de Sakhalín |
| 49° 0′ N, 142° 57′ E / 49.000°N,142.950°E | Mar d'Okhotsk                | Golf de Patience |
| 49° 0′ N, 144° 26′ E / 49.000°N,144.433°E | Rússia                       | Illa de Sakhalín |
| 49° 0′ N, 144° 27′ E / 49.000°N,144.450°E | Mar d'Okhotsk                | Passa entre les illes de Kharimkotan i Ekarma a les illes Kurils Rússia |
| 49° 0′ N, 154° 22′ E / 49.000°N,154.367°E | Oceà Pacífic                 | |
| 49° 0′ N, 125° 41′ O / 49.000°N,125.683°O | Canadà                       | Colúmbia Britànica – illa de Vancouver, illa de Thetis i illa de Galiano |
| 49° 0′ N, 123° 34′ O / 49.000°N,123.567°O | Estret de Geòrgia            | |
| 49° 0′ N, 123° 5′ O / 49.000°N,123.083°O  | Estats Units                 | Washington (Point Roberts) |
| 49° 0′ N, 123° 2′ O / 49.000°N,123.033°O  | Badia de Boundary            | Badia de Semiahmoo |
| 49° 0′ N, 122° 45′ O / 49.000°N,122.750°O | Estats Units                 | Washington |
| 49° 0′ N, 121° 56′ O / 49.000°N,121.933°O | Canadà                       | Colúmbia Britànica |
| 49° 0′ N, 121° 25′ O / 49.000°N,121.417°O | Estats Units                 | Washington |
| 49° 0′ N, 120° 11′ O / 49.000°N,120.183°O | Canadà                       | Colúmbia Britànica |
| 49° 0′ N, 119° 49′ O / 49.000°N,119.817°O | Estats Units                 | Washington |
| 49° 0′ N, 117° 18′ O / 49.000°N,117.300°O | Canadà                       | Colúmbia Britànica |
| 49° 0′ N, 116° 28′ O / 49.000°N,116.467°O | Estats Units                 | Idaho, Montana |
| 49° 0′ N, 115° 21′ O / 49.000°N,115.350°O | Canadà                       | Colúmbia Britànica |
| 49° 0′ N, 114° 57′ O / 49.000°N,114.950°O | Estats Units                 | Montana |
| 49° 0′ N, 114° 12′ O / 49.000°N,114.200°O | Canadà                       | Colúmbia Britànica, Alberta, Saskatchewan |
| 49° 0′ N, 109° 41′ O / 49.000°N,109.683°O | Estats Units                 | Montana |
| 49° 0′ N, 109° 12′ O / 49.000°N,109.200°O | Canadà                       | Saskatchewan |
| 49° 0′ N, 107° 22′ O / 49.000°N,107.367°O | Estats Units                 | Montana |
| 49° 0′ N, 106° 55′ O / 49.000°N,106.917°O | Canadà                       | Saskatchewan, Manitoba |
| 49° 0′ N, 98° 58′ O / 49.000°N,98.967°O   | Estats Units                 | Dakota del Nord, Minnesota |
| 49° 0′ N, 96° 13′ O / 49.000°N,96.217°O   | Canadà                       | Manitoba |
| 49° 0′ N, 95° 17′ O / 49.000°N,95.283°O   | Llac dels Boscos             | passa just al sud de Big Island i Bigsby Island, Ontario, Canadà |
| 49° 0′ N, 94° 25′ O / 49.000°N,94.417°O   | Canadà                       | Ontario Quebec |
| 49° 0′ N, 68° 38′ O / 49.000°N,68.633°O   | Riu Sant Llorenç             | |
| 49° 0′ N, 66° 58′ O / 49.000°N,66.967°O   | Canadà                       | Quebec – Península de Gaspé |
| 49° 0′ N, 64° 24′ O / 49.000°N,64.400°O   | Golf de St. Lawrence         | passa just al sud d'Anticosti, Quebec, Canadà |
| 49° 0′ N, 58° 31′ O / 49.000°N,58.517°O   | Canadà                       | Terranova i Labrador - Illa de Terranova |
| 49° 0′ N, 53° 44′ O / 49.000°N,53.733°O   | Oceà Atlàntic                | |
| 49° 0′ N, 5° 38′ O / 49.000°N,5.633°O     | Canal de la Mànega           | Golf de Saint-Malo - passa just al sud de l'illa de Jersey |
| 49° 0′ N, 1° 33′ O / 49.000°N,1.550°O     | França                       | Normandia |